# 華英中學
華英中學（英語：Wa Ying College，縮寫 WYC，簡稱華英），位於香港九龍城何文田，是一所津貼男女子文法中學，辦學團體為香港基督教循道衛理聯合教會。華英中學的歷史可遠溯至19世紀中期由英國循道公會在廣州建立教堂附設男校及寄宿女校，1913年在佛山創校，1971年在港復校。

## 校史沿革
「華英中學」於1913年在佛山創校，追本溯源，奠基於英國循道公會的先賢於19世紀中期來華；二戰期間為避戰火輾轉流徙，戰後華英薪火在港傳承；迄今百載，現時中港兩地分別有四所「華英中學」同根的學校——
- 1952年由政府接辦及重組轉型，佛山市教育局管理的「佛山市第一中學」
- 1971年由校友會籌組在港復校，香港基督教循道衛理聯合教會管理的「華英中學」
- 1999年從「佛山市第一中學」初中部獨立辦學並復名，佛山市教育局管理的「佛山市華英學校」
- 2023年由佛山市華英學校管理層創辦，佛山市高明區教育局管理的「佛山市華英（高明）學校」[1][2]。

### 英國循道公會在廣州早期的教育活動（19世紀中期）
- 英國循道公會來華傳教士俾士牧師（Rev. George Piercy, 1829-1913）以粵語白話文翻譯西方屬靈書籍，融合中西文化傳統。1853年，俾士牧師在廣州增沙開設講道室「增沙惠師禮堂」並附設男校「新沙書院」[3][4][5][6]，是中國第一所循道宗學校，後來在佛山創辦的「華英學校」延續承傳辦學理念，這所男校被追認為「華英學校」的歷史淵源。
- 其後俾士牧師夫人溫樂鍾（Joan Wannop，1830–1878）在廣州增沙為中國婦女創辦女學，是中國第一所女子寄宿學校[7][8][9][10]，這所女校發展成為後來在佛山創辦的「華英女子中學」前身之一。
- 1860年，這兩所男校及女校遷往佛山，建立臨時校址。

### 華英學校在佛山創校（1913年）
- 1909年，英國循道公會陶佐治牧師（Rev. S. George Tope）在佛山文昌沙購買20畝地用作建造校舍。
- 1912年，中華民國成立，在中國的英國循道公會正式籌辦學校，領導創校者是兩廣教區主席張輔德牧師（Rev. Denstoe），校舍由後來的第二任校長黎伯廉牧師（Rev. Arthur H. Bray）負責建築。
- 1913年，校舍興建完成，初名「海格學院」（Haigh College）[註 1]以紀念英國人海格博士（Dr. Haigh）的捐助。隨著中國科舉制度沒落和西式教育興起，受西學東漸、中體西用等中西交流思想影響，學校開學後定名為「華英學校」（英語：Wa Ying College），意為「一所由中國人及英國人合辦的學校」，是「華英」用作校名之始。當時只招男生，被部份口述歷史稱為「華英男校」。創校之初，學生僅得九人，教員五人，校長是詹理德牧師（Rev. C.A. Gimblett）[11]。

### 華英女子中學在佛山創校（1923年）
- 1903年，溫樂鍾（Joan Wannop，1830–1878）創辦的寄宿女校由梁美懿（Ms. Britton）繼任，取名「淑正學校」，並附設幼稚園和小學。
- 1914年，循道公會醫生晏惠霖妻子怡和蓮自願捐款創辦女子學校「怡和蓮女校」（Elizabeth Primary Girls School）。
- 1923年，「淑正學校」和「怡和蓮女校」合併組成「華英女子中學」（Wa Ying Girl Middle School），校舍毗鄰「華英男校」。[12]

### 抗戰流徙時期（1937年—1945年）
- 1937年抗日战争爆發，佛山淪陷前夕，為保師生安全，師生三百餘人從佛山遷往香港，「華英男校」先後於大嶼山東涌炮台[13][14]、沙田何東樓，深水埗巴色樓[15]等地方設校；「華英女子中學」暫借灣仔中華循道公會香港堂和皇后大道東英語堂為臨時校舍上課。[16][17]
- 1941年底香港淪陷，「華英女子中學」被迫停課，「華英男校」繼而轉到廣東粵北曲江[18]、連州，以循道公會英光小學作校址。
- 1942年在戰亂中復課，因校舍關係，打破傳統男女合校上課，在曲江一帶同時招收男女生。
- 1945年抗戰勝利，華英遷回佛山文昌沙原址。
- 1946年11月，戰後正式復課，「華英男校」和「華英女子中學」合併為「華英中學」，校舍合二為一使用。

### 華英中學停辦（1952年）
- 1949年，中華人民共和國成立，外籍傳教士撤離中國。
- 1952年4月，中國教育政策廢除私立學校制度，廣東省教育廳頒布文件，華英中學由佛山市人民政府接辦，轉型為公辦學校，並併入佛山中學[註 2]，校址設在佛山華英中學文昌沙原址。英國循道公會在中國內地接近一個世紀（1853–1952）的事工結束。

### 佛山市第一中學定名（1955年—現在）
- 1955年8月，佛山中學定名為「佛山市第一中學」。[19]

### 華英中學香港校友會成立（1962年）
- 佛山華英校友遍及世界各地，由於居港者甚眾，1962年，校友倡議籌組「華英中學香港校友會」。惟居港的華英校友對母校的熱愛和懷念，無時或已。為了延續華英精神，在第二次校友會會議上，與會者議決復辦華英中學，並於翌年組成籌備委員會，由陳聖柱醫生、黃汝衡校友分任正副會長，黃作牧師任書記，推動復校的籌備工作。承蒙校友熱心捐獻，集資30萬元、獲循道會會友捐獻20萬元，再由政府撥出何文田採石山常和街8號，原址是文華村寮屋區的位置興建校舍，並給予200萬開辦費及25萬免息貸款。[20]
- 1969年，校友會將籌備復辦的華英中學交由中華基督教循道公會香港教區[註 3]管理。

### 香港復校（1971年—現在）
- 1971年9月，華英中學在香港九龍城何文田復校，秉持基督教辦學理念，與佛山華英一脈相承，英文校名維持，保留傳統校徽、校歌及級社制，同年10月17日舉行開幕禮，開學時只有18位老師及12班。[21][22]
- 1983年，擴展至31班。
- 1992–1994年，編纂及出版《華英中學校史》。
- 2001年，校舍新翼落成啟用。
- 2006年，校舍翻油，由原來的綠色外觀變成藍色。
- 2011/12學年，為響應教育局推行的自願優化班級結構計劃政策，中一班數由5班減至4班。
- 2018年，教育局接納校舍原址重建的申請，「華英50年感恩求恩展覽室」（校史室）設立，「母校復校50周年主題歌曲創作比賽」展開[23]。

由於校舍已經殘舊，教育局曾經在2021年向立法會申請撥款4.7億港元進行重建，並興建一座設有30個課室的校舍，但因未有得到足夠立法會議員支持而撤回議程，有立法會議員表示該校校長曾在學校專欄呼籲政府擱置修訂《逃犯條例》，被議員質疑教壞學生而拒絕支持重建，最終被剔出重建名單。

### 佛山市華英學校復名（1999年—現在）
- 1999年，佛山市第一中學初中部獨立辦學，改為國有民辦制，由佛山市教育局管理，並復名「佛山市華英學校」，英文校名使用漢語拼音，有別於傳統以粵式郵政式拼音[34]。

### 創校百年校慶
- 2013年12月8日，為紀念創校100週年，「華英中學」，「佛山市第一中學」和「佛山市華英學校」於佛山舉辦紀念活動「華英中學——佛山一中，佛山華英學校百年校慶」[35][36][37]，在佛山一中舉辦「佛港兩地三校辦學交流會」，簽訂《兩地三校聯盟合作框架協議書》以建立中港兩地三校「華英系」合作交流平台[38]。
- 2017年4月，「華英中學」與「佛山市華英學校」簽訂香港教育局推行的《促進香港與內地姊妹學校交流試辦計劃》以擴闊兩地師生視野，鼓勵體藝、文化及創科交流。[39]
- 2023年9月，由「佛山市華英學校」管理層創辦，佛山市高明區教育局管理的「佛山市華英（高明）學校」開課，沿用1913年在佛山創校及1971年在港復校的「華英中學」校徽設計[40]。
- 2023年12月15日，為紀念創校110週年，「華英中學」，「佛山市第一中學」和「佛山市華英學校」於佛山國際體育文化演藝中心舉辦110周年慶典暨文藝匯演[41]。

## 學校概覽

### 辦學宗旨
|  | 本基督精神，發展全人教育；藉宣講福音，培育學生活出豐盛生命，傳承勤學儉樸、尊師愛校之優良傳統。 |

### 校訓
「合作、關懷、服務」 

### 校徽
香港華英的校徽保留佛山華英傳統，表示以基督精神為基礎，培訓學生成為博學多才、品格完美的中華精英。
- 「五道光芒」：代表德、智、體、群、美五育，為完美之人格光照世界。
- 「鐵砧」：代表以科技振興中華。    [註 5]
- 「百科全書」：代表博學多才。
- 「聖經」：代表以聖經為基礎，同時，華英又以「合作、關懷、服務」為校訓，發揚佛山華英「愛母校、愛師長、愛同學」的優良傳統。

### 校歌
校歌出自「華英男校」創校校長詹理德牧師與師母之手，歌名 "The old Fatshan there stands Wa Ying"，1916年譯為粵語版本「禪山古地，卓立華英」。 
香港華英的校歌保留傳統粤语英文版曲詞，首兩句「禪山古地，卓立華英」譜上新詞「禪山發軔，綿衍龍城」，以標示其起源於佛山，在港復校的校史。
部份香港基督教循道衛理聯合教會屬校——循道學校、北角循道學校、丹拿山循道學校、大埔循道衛理小學、馬鞍山循道衛理小學、沙田循道衛理小學、天水圍循道衛理小學、循道中學、天水圍循道衛理中學、沙田循道衛理中學、葵涌循道中學，以原曲譜上新詞，並採用為其校歌。
| English Version Refrain | 粤语版 禪山發軔 綿衍龍城 我校眾愛所傾 其名其聲 我樂頌唱 其譽我樂誌銘 為學孜孜 與遊與嬉 快樂度日於斯 及至學成 年事屆長 召我揚鑣分馳 雖則分馳 我心靡離 友誼金索連繫 摯愛回憶 作我羈靡 直至永世無既 副歌 華英 華英 其名斯馨 以我童年愛與祝 以我聲音 以我熱誠 同唱一曲永無停 |

### 歷任校長
廣州早期及佛山創校時期（1853–1952）
香港復校（1971–現在）
| 校長            | 任期（年）                       | 備註 |
| --------------- | -------------------------------- | --- |
| 方永祥          | 1971–1989                        | 前循道學校校長，1989年退休 |
| 何式芬（–1996） | 1989–1995                        | 前華英中學地理科教師、副校長 |
| 麥釗（–2008）   | 1995–2005                        | 前華英中學物理科教師、副校長 |
| 曾啟文          | 2004–2006（署理校長）、2006–2014 | 前華英中學生物科教師、副校長，2014年退休 |
| 林美儀          | 2014–2016                        | 前聖傑靈女子中學英語科及歷史科教師、副校長，其後出任葵涌循道中學校長                                                                                             |
| 尹志華博士      | 2016–現在                        | 前金巴崙長老會耀道中學數學科教師，前教育局課程發展處高級課程發展主任，前香港中文大學教育研究所一級學校發展主任，前香港大學教育學院計劃總監，小學數學科教科書作者 |

### 歷任校監
廣州早期及佛山建校時期（1853–1952）
香港復校（1971–）
- 黃作 牧師
- 李炳光 牧師
- 李鼎新 牧師
- 袁天佑 牧師
- 林祟智 牧師

### 行政管理
華英中學是香港第一所建立多個由教師組成的委員會協助管理校務的學校，由時任校長方永祥推行。

### 教師
- 賴楚賢老師，王明輝老師（校友），葉慧嫻老師：資深通識科老師，通識教科書《今日香港》、《現代中國》單元作者團隊[44]

### 傳統和文化
- 繼承佛山華英傳統，每屆畢業學生組成「級社」組織，並每年舉行級社成立典禮，在老師、舊生等見證下為新社名命名，意將華英精神薪火相傳，一代又一代的接棒。[45]
- 學生、舊生對母校有强烈歸屬感，時任香港華英中學校監、前佛山華英舊生、老師黃作牧師以座右銘「一日華英人，一生華英人」（英語：A Wa Yinger for once, A Wa Yinger for life）來凝聚學生及團結舊生回獻母校。
- 每年11月第二個週六定為香港復校校慶日暨頒獎禮，晚上舉行校友會周年聚餐。
- 每年中六（以往為中五／中七）課程結束前的最後上課月舉行名為「臨別秋波盃」的師生「西瓜波」友誼賽，最後上課週舉行惜別禮。
- 自1980年代，每年均舉行「步行籌款」為學校籌募善款作為改善教學設施。
- 「華英人日」（Wa Ying Folks' Day）是復校四十五週年活動之一。

### 教學設施
禮堂、課室及特別室均備有空調設備、銀幕及多媒體器材。另有語言實驗室、機械人實驗室、圖像傳意實驗室、多間多媒體教室、祈禱室、學生會室及家長資源中心等。全校學生均配有個人儲物櫃。

### 校舍原址重建計劃
- 2007/2008學年，校董會進行原址重建或遷校的可行性研究[46]。
- 2021年3月30日，立法會教育事務委員會[47]討論校舍原址重建計劃，原有在何文田於1971年建成的校舍將拆卸重建為一座提供30間課室的後千禧校舍（由梁黃顧建築師事務所設計），並於2021年9月暫時遷往位於新蒲崗的前文理書院（九龍）校舍作為臨時校舍，預計重建工程需時三年[48]。持份者諮詢教育事務委員會 ，教育事務委員會支持工程計劃，並不反對教育局向工務小組委員會提交撥款建議[49]。
- 2021年5月19日，正待立法會工務小組委員會[50]肯首，再交立法會財務委員會通過撥款申請被財經事務及庫務局撤回重建計畫議程。[51]截至2021年9月立法會是屆會期最後一次開會，仍未有重新呈交立法會工務小組會議的時間表。

## 學術與體藝

### 音樂團隊
為培養學生在音樂方面的興趣和潛能，設有以下之各個音樂團隊。學校亦給予同學機會參與50周年校慶音樂之夜表演《一日華英音樂人，一世華英音樂人》

#### 合唱團
合唱團採用四部混聲合唱編制，即女高、女低、男高及男低音（SATB）四個聲部。合唱團不時邀請著名歌唱家及合唱指揮家，如張朝暉等為團員作聲樂訓練和指導，亦曾邀請著名歌劇男中低音黃日珩為團員作聲樂指導。合唱團積極參與音樂活動，包括：
- 香港校際音樂節  及  賽事，多次晉身三甲，兩次獲得榮譽獎狀（Certificate of Honours）；
- 香港循道衛理聯合教會所舉辦之屬校聖詩歌唱比賽（中學組）─ 查理士衛斯理盃；
- 學士合唱團 演出大型作品時與其合作。

歷屆指揮 （音樂主任）：
- （–2014）何小馨
- （2014–2024）陳基望校友

#### 牧童笛隊
由前音樂老師何小馨指揮，多次在香港校際音樂節奪得獎項，於第76屆校際音樂節奪得冠軍。
笛隊團員亦多次參加校際音樂節小組、二重奏和獨奏比賽，屢獲佳績，其中於第76屆校際音樂節取得直笛小組U323冠軍。

#### 弦樂團
前指揮為蘇偉雄校友（2013–2020），現指揮為鍾銘謙校友（2020–）。樂團有大提琴，小提琴，中提琴，低音大提琴。曾多次於香港青年匯演和音樂大賽中得獎，亦曾參與2019年聖若瑟書院的綠與白音樂會。
管樂團
現指揮為鄭康業。樂團有木管樂，銅管樂，敲擊樂，多次於香港青年音樂匯演和聯校音樂大賽獲獎。

### 體育
多年來在全港學界精英排球賽屢獲佳績，2012年男子乙組排球獲冠軍。
2009/10年度中銀香港紫荊盃男女校組獲季軍。

### 創科教育
華英中學從校徽上鐵砧的詮釋可見其重視創科教育的辦學理念，男女生均有平等學習機會並兼修初中「電腦科」、「家政」及「設計與科技」，高中設有「設計與應用科技」選修課程。自1998/1999學年起，校方已多次獲香港優質教育基金撥款設立圖像傳意實驗室、機械人實驗室，鐳射切割，數控機床，電腦輔助設計軟件，3D打印等配套資源，以培養學生的獨立思考能力、解難和協作能力。
時任設計與科技科科主任周永浩老師於2008–2009年度獲行政長官卓越教學獎（科技教育學習領域）。

### 跨學科問題為本學習
學校近年組成跨學科教學團隊提議「問題為本學習」——「家政」，「設計與科技」及「視覺藝術」跨學科初中校內時裝設計及主題餐廳專題報告。學生在各類型的校外創意科技比賽中勇奪獎項，例如2020年以STEM與中國歷史科結合的創作比賽高中組冠軍，足見校方在推行創科教育帶來的豐碩成果，讓創科薪火得以承傳。

### 生命及逆境教育
學校重視生命教育及逆境教育，裝備學生的抗逆力，面對難關、面對挫折、面對失敗。學校為特殊學習需要學生提供適切支持，例如情緒支援等服務，並設有駐校社工、額外輔導課堂照顧不同學生的需要。

### 多元才能與潛能發展
學校為初中學生提供生涯規劃教育及展現個人才藝的活動。學校提供全方位的學習機會、多元化的學習內容及提供其他學習經歷（Other Learning Experiences，OLE）。學校期望在知識、思考能力及積極態度三方面促進學生的全人發展。
自2017/2018學年起，學校於中學二年級推行特色班，即按照學生的興趣分班，為學生更多學習機會，從而發掘學生的潛能。
學生可按興趣及能力選修高中香港中學文憑試二個或三個選修科目，並以此分班。

### 亞洲物理奧林匹克
華英中學積極派出學生參與亞洲物理奧林匹克，並連續兩屆有學生獲得一等獎。以往，訓練工作由退休物理科主任蔡少文老師負責；訓練由科主任張佑明和林宏源老師負責。

### 辯論
在辯論隊老師賴礎賢老師的帶領下，華英辯論隊於不同辯論學界比賽中獲得佳績，例如聯校中文辯論比賽、AIA MPF挑戰盃校際辯論比賽、「星島全港校際辯論比賽」。

## 學生組織

### 學生會
1984/1985學年，「學生議會」成立，選舉模式是間接選舉，由老師推薦學生出任。
1993/1994學年，學生議會改名為學生會（英語：The Student Union of Wa Ying College），成為最高學生自治組織，選舉模式是全校學生以一人一票直接選舉的方式選出學生代表。

### 課外及聯課活動

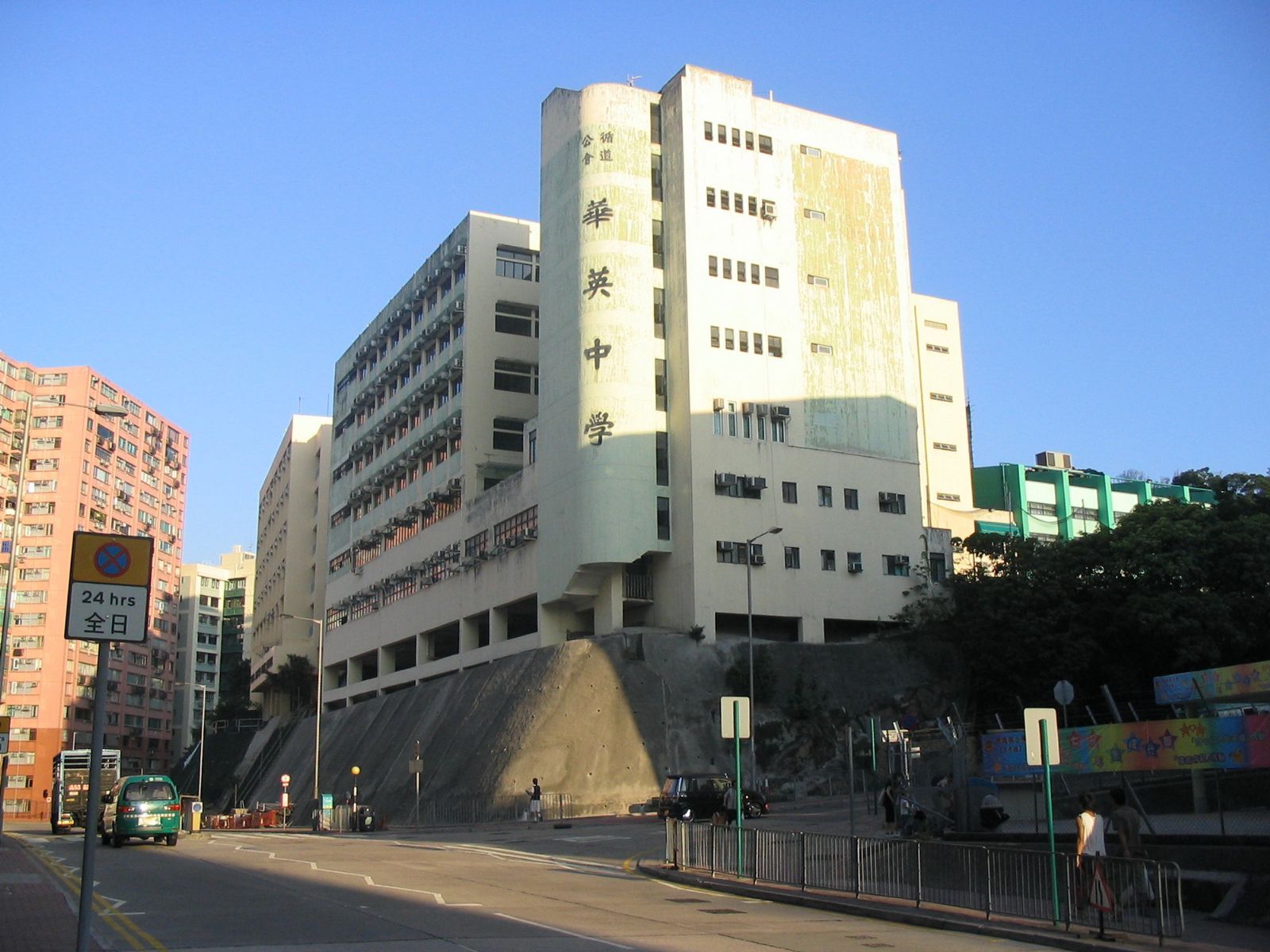
翻油前（2004年10月）

學校設有宗教、學術、體育、藝術、服務、領袖訓練及校園影音媒體Wa Ying College Campus TV 華映等，共50多個組織，提供充裕空間讓學生進行全方位學習及提供其他學習經歷（Other Learning Experiences ，OLE），同時亦積極安排及鼓勵學生參與校外活動，包括考察和國際交流。
學校的制服團體包括香港紅十字會青年團第66團、香港童軍九龍第273旅、公益少年團及民安隊少年團。

### 四社社際活動
1993/1994學年，學校成立四社，全校學生以學號來編派、老師被隨機編派至四社● 藍天（Sky）、● 碧海（Ocean）、● 驕陽（Sun）、● 皓月（Moon）。四社旨在打破班級的局限，加強不同年級的師生聯繫。
社長、社幹事均由學生擔任，以一人一票直接選舉的方式選出，以培養學生的領袖才能，透過舉辦各種社際活動和比賽，如水運會、陸運會、辯論比賽、聖誕派對等，增加學生對學校的歸屬感及團結精神。

## 家長教師會
華英中學家長教師會（英語：Wa Ying College Parent Teacher Association）於2001年10月成立。2008年，家長教師會加入九龍城家教會聯會會員。 

## 校友會
華英中學香港校友會（英語：Wa Ying College Alumni Association, Hong Kong）於1962年成立並推動復校的籌備工作。
1971年，校友會主席兼校董黃汝衡出席香港復校的開學禮。
1992–1994年，編纂及出版《華英中學校史》。
2019年，校友會更改註冊為有限公司法團和申請為慈善團體。
校友會設有聯絡架構將母校、校友會、本社或本班的消息傳達給各校友，鼓勵及推動各校友參加母校、校友會的活動。

### 級社
級社（英語：SEH）源自英國教育重視培養人的獨立精神及建立學生社團組織的傳統，自1935年起，「華英男校」和「華英女子中學」已分別成立多個級社。香港華英繼承級社傳統，級社由同屆畢業同學組成，發揮橫面聯繫作用，並籌辦謝師宴及出版畢業同學錄等。級社社旗均於每年校慶日展示，以作為薪火相傳，延續華英精神。另外，教職員的社名為「協社」。

### 校友
- 張五常：經濟學家，曾於1945–1948年在佛山華英附屬小學及初中就讀[68]
- 李子建︰香港教育大學校長
- 劉建德︰香港高等教育科技學院校長
- 高馬可，香港歷史學家[69]

- 朱蔡惠梅︰資深幼兒教育工作者，華英中學校董及校友會榮譽會長[70]
- 陳志耀︰生命教育工作者，生命教育基金會創辦人，作家
- 麥浩霆︰幼兒教育機構創辦人，香港比華利山獅子會副會長，華英中學校友會執委員2017年至2019年
- 脫維善：伊斯蘭脫維善紀念中學創校人兼校監及中華回教博愛社前主席（1923年至1936年、淑正學校附設小學及華英男校）[71]
- 李連枝︰歷任佛山華英中學首位華人校長、循道學校及循道中學創校校長、聖公會諸聖中學第四任校長
- 黃作︰佛山華英教師，循道學校，循道中學及北角循道學校創辦人[72]

- 黎敦義︰英屬香港第六、八任民政司（即現時的民政事務局局長，1973年至1977年、1980年至1984年間在任）
- 李浩然：香港第七屆立法會議員
- 孫曉嵐：2016年度香港大學學生會會長
- 黎穎瑜：前民政事務局政治助理、勞工及福利局政治助理
- 季霆剛︰民建聯財經政策副發言人，財經專欄作家
- 黃昕然：深水埗民政事務專員
- 陳栢緯：香港天文台台長
- 蔡健斌：文化體育及旅遊局體育專員
- 陸地博士︰香港企業家，聖殿騎士團成員
- 香植球︰前香港上市公司泰盛主席

- 蕭昌鴻：香港專業排球學校創辦人，香港男子排球運動員，2014年亞運會中國香港代表
- 鄭萃雯︰前無綫新聞主播
- 楊英偉︰男演員，全職藝術表演者，藝術表演教育機構合伙人（1979年中五）[73]
- 劉彩玉：香港女歌手、藝人及節目主持
- 周佩婷：香港女藝人
- 文念中：香港電影美術指導[74]（1984年中五）
- 鍾溥敏︰前無綫電視體育節目主持，前香港有線電視體育節目主持，曾參選2009年度香港競選
- 張蔓莎：香港女模特兒及演員（2012年中六）
- 洪心怡：歌手

IT界

## 官方網站
- 華英中學* （页面存档备份，存于）
- 華英中學香港校友會 （页面存档备份，存于）
- 華英中學學生會 （页面存档备份，存于）
- 華英中學家長教師會 （页面存档备份，存于）
- 華英中學圖書館 （页面存档备份，存于）
- Wa Ying College Campus TV 華映

## 社交媒體
- WYC New Page 華英新一頁的Facebook專頁
- WYC New Page 華英新一頁的Instagram帳戶
- Wa Ying College Alumni Association WYCAA的Facebook專頁
- WYC Heritage Team的Instagram帳戶
- 華英中學香港校友會的Instagram帳戶
- 華英中學學生會會員大會 WYCSU General Assembly的Instagram帳戶

## 外部連結
- 香港基督教循道衛理聯合教會：華英中學 （页面存档备份，存于）
- Life in HK：華英中學基本資料 （页面存档备份，存于）
- 華英中學 : 校園資訊 （页面存档备份，存于）
- 中學概覽2021/2022 華英中學 （页面存档备份，存于）
- 2018 SCHOOLAND.HK 華英中學 （页面存档备份，存于）
- 華英中學 （页面存档备份，存于）
- 華英中學 （页面存档备份，存于）
- 親子天地 （页面存档备份，存于）
- 華英中學-迎接未來學校改革挑戰 （页面存档备份，存于）

22°19′10″N 114°10′58″E / 22.319402°N 114.182673°E